# Гермаківський дендропарк
Гермакі́вський дендропа́рк — дендрологічний парк загальнодержавного значення в Україні. Розташований у межах Іване-Пустенської сільської громади Чортківського району Тернопільської області, при північно-західній околиці села Гермаківка. 
Площа 56 га. Підпорядкований Чортківському лісгоспгоспу.

## Історія
Парк був створений заслуженим лісівником України Миколою Денекою. Перші насадження закладені ним 1936 року. Активні роботи зі створення парку почалися у 1956 році. З 1972 року надано статус парку-пам'ятки садово-паркового мистецтва республіканського значення. Сучасний статус — з 1983 року. 
Нині на його території росте понад 1500 різноманітних порід дерев та чагарників. Основну частину колекції становлять хвойні породи, представлені 200 видами, з них понад 20 видів і форм ялини, 34 — сосни, 32 — туї, кілька видів тсуги, кипарисовика, секвої. Росте тут сосна італійська, ялиця іспанська, тюльпанове дерево, пірамідальний кипарис, голубий каліфорнійський кипарис, псевдотсуга зелена, тис, бархат японський та багато інших небачених раніше на Поділлі рослин. При дендропарку є оранжерея, де вирощують тропічні та субтропічні дерева, кактуси і трав'янисті рослини. 
Гермаківський дендропарк — це база наукових, сільськогосподарських досліджень з впровадження та акліматизації різних видів деревно-чагарникових порід.

## Особи
- заслужений лісівник України Денека Микола Григорович — ініціатор закладання Гермаківського дендропарку;
- граф Блюхер де Вальштадт — австрійський вельможа, власник маєтку в урочищі Дача Романовського, на місці якого постав Гермаківський дендропарк